# The Fire Brigade
Pour plus de détails, voir Fiche technique et Distribution.
The Fire Brigade (également connu sous le nom de Fire! ) est un film dramatique muet américain réalisé par William Nigh, sorti en 1926. 
Son scénario est basé sur une histoire originale de Kate Corbaley. Le film a pour vedettes May McAvoy et Charles Ray. À l'origine, The Fire Brigade contenait des séquences tournées en Technicolor bicolore. Une copie du film est conservée dans les archives de  la Metro-Goldwyn-Mayer.
Le tournage du film n'a duré que 28 jours ; ses effets spéciaux sont remarquables pour l’époque.
Les producteurs du film ont remis 25 pour cent des recettes du film à une école de formation des pompiers.

## Synopsis
Terry O'Neil (Charles Ray) est le plus jeune d'un groupe de frères irlando-américains qui sont pompiers. Il courtise Helen Corwin (May McAvoy), la fille d'un homme politique dont les contrats de construction frauduleux ont provoqué des incendies dévastateurs.
Lors du film, un orphelinat est détruit par un incendie.

## Fiche technique
- Titre : The Fire Brigade
- Réalisation : William Nigh
- Scénario : d'après Kate Corbaley
- Pays d'origine :  États-Unis
- Durée : 90 minutes (1 h 30)

## Distribution
- May McAvoy : Helen Corwin
- Charles Ray : Terry O'Neil
- Holmes Herbert : James Corwin
- Tom O'Brien : Joe O'Neil
- Eugenie Besserer : Mme O'Neil
- Warner Richmond : Jim O'Neil
- Bert Woodruff : capitaine O'Neil
- Vivia Ogden : Bridget
- DeWitt Jennings : chef des pompiers Wallace
- Dan Mason : Peg Leg Murphy
- Erwin Connelly : Thomas Wainright